# Üçkuyu, Karaman
Üçkuyu là một xã thuộc thành phố Karaman, tỉnh Karaman, Thổ Nhĩ Kỳ. Dân số thời điểm năm 2011 là 57 người.